# Coenomyces consuens
Coenomyces consuens är en svampart som beskrevs av K.N. Deckenb. 1901. Coenomyces consuens ingår i släktet Coenomyces, divisionen pisksvampar och riket svampar.   Inga underarter finns listade i Catalogue of Life.